# Szardeisz
Szardeisz (lüd nyelven: Sfard, ógörögül: Σάρδεις, törökül: Sart, perzsául: سارد Szparda) az ókori Lüdia fővárosa volt, majd az Óperzsa Birodalom egyik satrapájának székhelye, később a római időkben Lydia provincia székhelye. A Hermosz völgyében feküdt, a folyótól 35 km-re délre, a Tmolosz hegy lábánál egy meredek kiszögellésen, amire a fellegvár épült. Romjai a mai Törökország területén fekszenek Manisa tartományban. Elképzelhető, hogy azonos a hettita forrásokban említett, Asztarpa folyó (Hermosz) partján lévő Szapparanda településsel (a Šapparanda → Šapparda → Šfard-Szardeisz-Szparda névetimológia és a folyó említése miatt).

## A római kor előtt
A város azonosíthatatlan az i. e. 5. század előtt. A Hettita Birodalom késői szakaszában (i. e. 14. század) azonban a az Asztarpa partján elterülő Kuvalijasz királyság egyik városa Szapparanda néven szerepel. A későbbi nevek mindegyike levezethető a hettita névből, ezenkívül a lüdök és a hettiták szoros kapcsolatára a nyelvészet eredményei is utalnak, miszerint a lüdiai nyelv éppúgy az anatóliai nyelvek közé tartozik, mint a hettita. Kuvalijasz királysága és annak lakói közvetlen elődei voltak Lüdiának.
A legrégebbi hivatkozás Szardeiszre Aiszkhülosz Perzsák c. drámájában van i. e. 472-ből. Az Iliaszban úgy tűnik, Hüdé a maiónok (azaz lüdiaiak) városa, és később úgy tartották, hogy Hüdé Szardeisz vagy fellegvárának régebbi neve. Mindenesetre valószínűbb, hogy Szardeisz nem volt a maiónok eredeti fővárosa, csak az i. e. 8. században lett az, amikor a hatalmas Lüd Birodalom létrejött.
A korai lüd királyság nagyon fejlett kézművességgel rendelkezett, aminek Szardeisz volt a központja. Különösen említésre méltó volt a finom, festett gyapjúáruk és szőnyegek előállítása. A piacon keresztülfolyó Paktolosz-patak aranyhomokot mosott le a Tmolosz hegyről. Később az ipar és a fejlődő kereskedelem biztosította a város gazdagságát.
A várost elfoglalták a kimmerek az i. e. 7. században.
A lüd-perzsa háború zárásaként II. Kurus perzsa király i. e. 546-ban bevette Szardeiszt és véget vetett a lüd államnak. Az i. e. 522-től uralkodó I. Dárajavaus perzsa király szatrapiákba szervezte a perzsa birodalmat, s Szardeisz Lüdia szatrapia székhelye lett. A város stratégiai fontosságát mutatja, hogy a perzsa királyi út egyik a fővárosból, Szuszából induló ága Szardeiszben ért véget.
A perzsa uralom ellen kitört ión felkelés során i. e. 498-ban egy athéni expedíciós hadsereg meglepetésszerűen megostromolta Szardeiszt. Artaphernész satrapa, I. Dárajavaus perzsa király testvére csak kis erőkkel rendelkezett a helyszínen, mert csapatai éppen Milétoszt ostromolták. De be tudta magát venni a fellegvárba és tartani tudta azt, amíg a felmentés meg nem érkezett. A várost viszont a görögök porig égették.
Az i. e. 3. század végén Nagy Antiokhosz szeleukida uralkodó is elfoglalta a várost.

## A római-bizánci korban
Szardeiszt legalább egyszer, Tiberius római császár idején, 17-ben földrengés pusztította el, de mindig újjáépítették, és a késő bizánci időkig Kis-Ázsia egyik nagyvárosa volt. Mint Ázsia hét egyházának egyikét, megemlíti a Jelenések könyve olyan módon, amiből az tűnik ki, hogy lakossága elpuhult és félénk volt. Fontosságát mindenesetre katonai erősségének, a belső területekről az égei térségbe vezető út melletti helyzetének, és annak köszönhette, hogy ellenőrizte Hermosz nagy és termékeny síkságát. A római időkből az ásatások egy zsinagóga romjait is feltárták – mutatva a diaszpóra jelenlétét Kis-Ázsiában – amit a Szászánida Birodalom rombolt le 616-ban.
Miután Konstantinápoly lett a keleti főváros, új utak épültek közötte és a provinciák között. Szardeiszt ezek elkerülték, így a város ekkor vesztett fontosságából. De megtartotta névleges elsőbbségét és a 295-ben létrehozott lüdiai metropolita püspökség székhelye maradt. VII. Kónsztantinosz bizánci császár harmadikként említi Epheszosz és Szmürna után Thrakeszion théma városainak listáján, de a következő négy évszázadban háttérbe szorult Magnesia ad Sipylum és Philadelphia mögött. A Hermosz-völgy a 11. század végétől a szeldzsuk törökök betöréseitől szenvedett, de Philokalész görög tábornok sikerei 1118-ban egy időre felszabadították a területet. A Komnénoszok képességei és a felbomló szeldzsuk hatalom Bizánci uralom alatt tartotta. A vidéket a 13. században a keresztények és a törökök gyakran feldúlták. Nem sokkal 1301 után a szeldzsukok lerohanták a Hermosz és Kaüszter folyók völgyét, s a szardeiszi fellegvár erődjét az 1306-os szerződés nekik juttatta. A város tovább hanyatlott, míg Timur Lenk 1402-ben el nem foglalta és valószínűleg le nem rombolta.